# Filmfare Award за лучшую хореографию
Filmfare Award за лучшую хореографию (англ. Filmfare Award for Best Choreography) — ежегодная награда Filmfare Award с 1998 года.

## Победители и номинанты

### 1980-е
- 1989  Жгучая страсть – Сарой Кхан, песня Ek Do Teen Char

### 1990-е
- 1990  Плутовка – Сарой Кхан, песня Na Jaane Kahan Se
- 1991  Sailaab – Сарой Кхан, песня Humko Aaj Kal Hai Intezaar
- 1992  Добрые друзья – Hum, песня Jumma Chumma De De
- 1993  Сын – Сарой Кхан, песня Dhak Dhak
- 1994  Злодей – Сарой Кхан, песня Choli Ke Peeche
- 1995  Пешка – Чинни Пракаш, песня Tu Cheez Badi Hai
- 1996  Весельчак – Ахмед Кхан, песня Rangeela Re
- 1997  На страже закона – Чинни Пракаш, песня Sheher Ki Ladki
- 1998  Зов земли – Фара Кхан, песня Dhol Bajne Laga
- 1999  Любовь с первого взгляда – Фара Кхан, песня Chaiyya Chaiyya

### 2000-е
- 2000  Навеки твоя – Сарой Кхан, песня Nimbooda
- 2001  Отвергнутые – Фара Кхан, песня Ek Pal Ka Jeena
- 2002  Любящие сердца – Фара Кхан, песня Woh Ladki Hai Kahan
- 2003  Девдас – Сарой Кхан, песня Дола Ре Дола
- 2004  Ты не одинок – Фара Кхан, песня Idhar Chala
- 2005  Цель жизни – Прабхудева, песня Mein Aisa Kyon Hoon
- 2006  Замужняя женщина – Ховард Роузмейер, песня Kaisi Yeh Paheli
- 2007  Омкара – Ганеш Ачария, песня Bheedi
  - Моя любимая – Фара Кхан, песня Humko Maloom Han
  - Дон. Главарь мафии – Ганеш Хегде, песня Main Hoon Don
  - Братан Мунна 2 – Ганеш Ачария, песня Samjo Ho Gaya
  - Цвет шафрана – Ганеш Ачария, песня Paathsala
- 2008  Гуру: Путь к успеху – Сарой Кхан, песня Barso Re
- 2009  Знаешь ли ты... – Longines Fernandes, песня Pappu Can't Dance Saala!

### 2010-е
- 2010  Любовь вчера и сегодня – Боско-Цезарь, песня Chor Bazaari
- 2011  Король обмана – Фара Кхан, песня Sheila Ki Jawani
- 2012  Жизнь не может быть скучной! – Боска-Цезарь, песня Señorita
- 2013  Я один и ты одна – Боско-Цезарь, песня Aunty Ji
- 2014  Рам и Лила – Самир и Arsh Tanna, песня Lahu Muh Lag Gaya
- 2015  Удар – Ахмед Кхан, песня Jumme Ki Raat 
  -  Королева – Боско-Цезарь, песня Hungama Ho Gaya 
  -  Пиф-паф – Боско-Цезарь, песня Tu Meri 
  -  Вне закона – Боско-Цезарь, песня Tune Mari Entriyan 
  -  Право на любовь – Ганеш Ачария, песня Whistle Baja
- 2016  Баджирао и Мастани – Birju Maharaj, песня Mohe Rang Do Laal
- 2017  Капур и сыновья – Adil Shaikh, песня Kar Gayi Chull
- 2018  Детектив Джагга – Vijay Ganguly и Ruel Dausan Varindani, песня Galti Se Mistake 
  -  Невеста Бадринатха – Ганеш Ачария, песня Badri Ki Dulhania 
  -  Детектив Джагга – Shiamak Davar, песня Ullu Ka Pattha 
  -  Рангун – Sudesh Adhana, песня Bloody Hell 
  -  Ваша Сулу – Vijay Ganguly, песня Ban Ja Rani 
  -  Детектив Джагга – Vijay Ganguly, песня Khaana Khaake